# Weidemolen Grootschermer
De Weidemolen Grootschermer is een weidemolen die voor de wieken gebruikmaakt van houten borden in plaats van zeil. De molen heeft zetelkruiwerk met een staartvin. De molen staat net buiten het dorp Grootschermer, in de Nederlandse gemeente Alkmaar, nabij Noordeinde. De molen heeft de status van gemeentelijk monument.